# Socorro Rojo Internacional
El Socorro Rojo Internacional (SRI) fue un servicio social internacional organizado por la Internacional Comunista en 1922. Creada para que funcionara como una Cruz Roja internacional e independiente de cualquier organización o confesión religiosa. El SRI condujo campañas de apoyo a los prisioneros comunistas y reunió apoyo material y humanitario en situaciones específicas. El SRI estaba dirigido por Clara Zetkin, Elena Stásova y Tina Modotti. Fue disuelto en 1947.

## Filiales nacionales

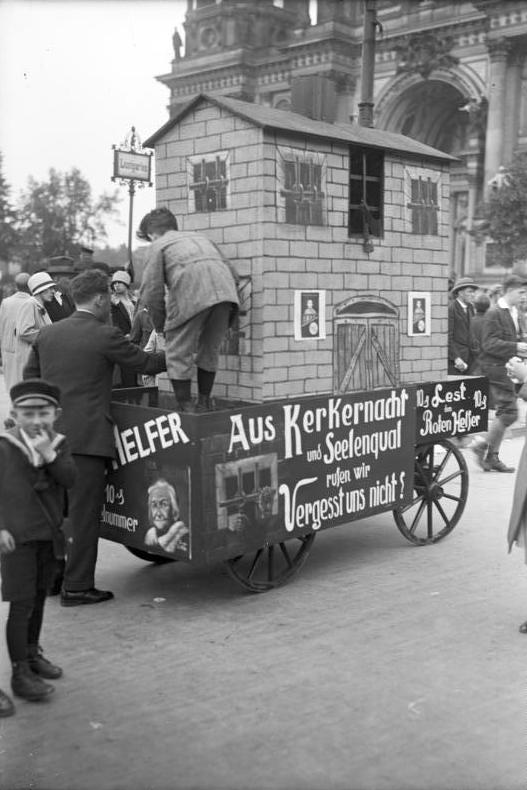
Carro con publicidad del Socorro Rojo Internacional en el Lustgarten de Berlín, Alemania, durante una concentración de la Roter Frontkämpferbund, organización vinculada al KPD, en 1928

Hacia 1924 la organización tenía filiales nacionales en 19 países. Durante su existencia, las filiales nacionales del Socorro Rojo Internacional incluyeron

- Alemania: Rote Hilfe Deutschlands
- Austria: Österreichische Rote Hilfe (Socorro Rojo Austriaco)
- Bulgaria: Organización de Apoyo de las Víctimas de la Dictadura Capitalista
- España: Socorro Rojo Internacional
- EE. UU.: International Labor Defense
- Francia: Secours Rouge International
- Italia: Soccorso rosso italiano
- México: Liga Pro Luchadores Perseguidos
- Noruega: Norges Roede Hjelp
- Países Bajos: Roode Hulp Holland
- Polonia: Międzynarodowa Organizacja Pomocy Rewolucjonistom (MOPR, Comisión de Apoyo de los Prisioneros Políticos)
- Reino Unido: International Class War Prisoners Aid
- Suecia: Internationella röda hjälpen – svenska sektionen
- URSS: Международная организация помощи борцам революции (MOPR, Socorro Rojo Internacional de los Combatientes de la Revolución)

### Socorro Rojo en España
El Socorro Rojo Internacional apareció en España como una organización asistencial durante la revolución de Asturias en 1934. La organización, que incluía artistas y escritores, fue posteriormente reformada y se expandió a Barcelona en enero de 1936 con el objetivo de oponerse al fascismo en múltiples frentes.
Durante la Guerra civil española, el escritor Joaquín Arderíus fue el presidente de la organización antes de exiliarse a Francia y México. Sus principales actividades consistieron en ayudar a los niños con comida en la zona republicana y aportar bibliotecas a los soldados. Contribuyeron también creando 275 hospitales, ambulancias, campañas de higiene dental, etc. Destaca su labor de asistencia a los refugiados que sufrieron la Masacre de la carretera Málaga-Almería, especialmente de Norman Bethune, cirujano canadiense especializado en afecciones del pulmón, que asistió y desplazó a refugiados en una ambulancia del Servicio Canadiense de Transfusión de Sangre durante tres días y tres noches de manera ininterrumpida.
En febrero de 1936 contaban ya con su propio órgano de prensa llamado “¡Ayuda!”. Un año después, tuvieron su propia emisora de radio. Además, otros como “Mundo gráfico” y “Libertad” fueron medios de difusión que contribuyeron a levantar la moral del pueblo español en tiempos de guerra, así como la multitud de cartelería propagandística que plasmó la labor de los miles de voluntarios.
La actividad del Socorro Rojo Internacional siguió hasta después de la guerra, proporcionando ayuda a la resistencia antifranquista y a aquellos que marcharon hacia los campos de refugiados del sur de Francia y de la II Guerra Mundial. Finalmente fue disuelto en 1947.
Esta organización fue ilegalizada en la zona nacional por el Decreto número 108 de la Junta de Defensa Nacional; siendo ratificada dicha prohibición por la Ley de Responsabilidades Políticas de 1939.
La insignia del Socorro Rojo consistía en una S detrás de las rejas de una prisión. 
El POUM organizó un Socorro Rojo paralelo en oposición al Socorro Rojo Internacional.

### Socorro Rojo en El Salvador
La liga Pro-Luchadores Perseguidos fue en principio conformada por Víctor M. Angulo, quien fue su secretario general. Otros altos oficiales fueron Tomás Coto González, quien ejerció como secretario de dicha Organización; Juan A. Guardado, secretario de Propaganda, y Rafael Bondanza, secretario financiero. Este último se convirtió en la mano derecha de Farabundo Marti, así mismo tuvo una prominente participación en el levantamiento salvadoreño de 1932, tras el cual fue capturado y luego fusilado.